# Fundamentalismo cristão
Fundamentalismo cristão é uma tese do final do século XIX e início do século XX entre os protestantes britânicos e estadunidenses como uma reação ao liberalismo teológico e ao modernismo cultural. Os fundamentalistas argumentam que os teólogos modernistas do século XIX haviam interpretado errado ou rejeitado certas doutrinas, especialmente a inerrância bíblica, que consideravam os fundamentos da fé cristã. É quase sempre descrito como tendo uma interpretação literal da Bíblia. Poucos estudiosos consideram os católicos que rejeitam a teologia moderna a favor de doutrinas mais tradicionais como o fundamentalismo. De acordo com as doutrinas cristãs tradicionais em relação à interpretação bíblica, o papel que Jesus Cristo desempenha na Bíblia e o papel da igreja na sociedade, o fundamentalismo geralmente acredita em um núcleo de crenças cristãs que incluem uma precisão histórica da Bíblia e a segunda vinda de Cristo.
As interpretações do fundamentalismo cristão mudaram ao longo do tempo. O fundamentalismo, enquanto um movimento, é manifestado em várias denominações, como o pentecostalismo ou o catolicismo romano, em vez de uma única denominação ou teologia sistemática. Tornou-se ativo na década de 1910 após o lançamento de Os Fundamentos, um conjunto de ensaios de doze volumes, apologético e polêmico, escrito por teólogos protestantes conservadores para defender o seu pensamento como a ortodoxia protestante. O movimento tornou-se mais organizado na década de 1920 dentro das igrejas protestantes dos Estados Unidos, especialmente a Batista e a Presbiteriana. Muitas dessas igrejas adotaram um "estilo de luta" e combinaram a teologia de Princeton com o dispensacionalismo.
O termo às vezes é confundido erroneamente com o termo evangélico.

## História
Preocupados com o avanço do modernismo, os fundamentalistas começaram a organizar-se. O movimento tem sua origem em 1878, em uma reunião do "Reunião dos Crentes para o Estudo da Bíblia" (tornou-se Niagara Bible Conference) nos Estados Unidos, onde 14 crenças fundamentais foram estabelecidas por pastores evangélicos.
Em 1910 e até 1915, The Fundamentals, uma série de ensaios foi publicada pela Testimony Publishing Company of Chicago. 
A Igreja Presbiteriana do Norte (agora Igreja Presbiteriana nos Estados Unidos da América) influenciou o movimento com a definição dos 5 “fundamentos” em 1910, a saber Inerrância Bíblica, natureza divina de Jesus Cristo, seu  nascimento virginal, ressurreição de Cristo e seu retorno.
O Seminário Teológico de Dallas, fundada em 1924 em Dallas, terá uma influência considerável no movimento, treinando alunos que estabelecerão vários   institutos bíblicos e igrejas fundamentalistas independentes no sul dos Estados Unidos. 

## Características
As palavras "bíblico" ou "independente" são frequentemente usadas no nome da igreja fundamentalista ou associação.  A independência da igreja é reivindicada e a afiliação a uma associação cristã é rara, embora existam associações fundamentalistas.  As igrejas fundamentalistas também podem estar na mesma associação que as igrejas moderadas.  Grande ênfase é colocada na interpretação literal da Bíblia como o principal método de estudo da Bíblia bem como a inerrância bíblica e a infalibilidade de sua interpretação. As igrejas dão grande ênfase ao dízimo obrigatório e ameaçam aqueles que não o pagam com maldições do Antigo Testamento, ataques do diabo e pobreza.   O activismo anti-LGBT é uma causa particularmente importante para eles e declarações de ódio contra pessoas homossexuais são comuns. Há oposição ao feminismo e acreditam que uma mulher não deve ter um trabalho, mas sim ser uma dona de casa. Há uma atitude suspeita em relação ao estudo teológico intelectual e às implicações que parecem não espirituais, como na área de justiça social.  A adesão às teorias da conspiração é comum. 

## Críticas
Atualmente, a interpretação literal dos fundamentalistas da Bíblia foi acusada por críticos por não levarem em conta as circunstâncias nas quais a Bíblia cristã foi escrita e afirmam que essa "interpretação literal" não está em consonância com a mensagem que a escritura pretendia transmitir quando foi criada.
Além disso, eles são acusados de "armarem a Bíblia" para fins políticos apresentando a Deus "mais como um Deus de julgamento e punição do que como Deus de amor e misericórdia".
Os fundamentalistas continuam a tentar ensinar o design inteligente (uma hipótese que usa como base o criacionismo, ao invés da evolução), nas escolas públicas, como no caso judicial federal do distrito escolar Kitzmiller v. Dover Area, que culminou na classificação do ensino do design inteligente como algo inconstitucional devido às raízes religiosas do conceito.
Na década de 90, segundo Mark Parent, o fundamentalismo era visto por muitos como um "último suspiro" de algo passado.

### Bibliográficas
- Marsden; George M. (1980). Fundamentalism and American Culture. Oxford: Oxford University Press. ISBN 0-19-502758-2; the standard scholarly history; excerpt and text search
- Sandeen, Ernest Robert (1970). The Roots of Fundamentalism: British and American Millenarianism, 1800–1930, Chicago: University of Chicago Press, ISBN 0-226-73467-6